# 末橘站
末橘站（日语：／ Suetachibana eki */?）是位於長崎縣佐世保市江迎町末橘，松浦鐵道的西九州線車站。
車站正式日文名稱以平假名書寫，站名標和會以漢字「末橘」標記。

## 歷史
- 1999年（平成11年）3月13日車站啟用[1]。

## 車站構造
車站是一座地面車站，設有1面1線的單式月台。此站是無人車站，沒有車站大樓，只有候車室。

## 車站周邊
- 國道204號
- 龜之子團地
- 江迎灣

## 使用狀況
以下為1日平均乘車人次列表：
| 乘車人員變化 | 乘車人員變化 |
| 年度         | 1日平均人次  |
| ------------ | ------------ |
| 1999         | 24           |
| 2000         | 19           |
| 2001         | 29           |
| 2002         | 27           |
| 2003         | 23           |
| 2004         | 37           |
| 2005         | 22           |
| 2006         | 21           |
| 2007         | 17           |
| 2008         | 9            |
| 2009         | 10           |
| 2010         | 14           |

## 相鄰車站
松浦鐵道
西九州線
西田平－末橘－江迎鹿町

## 注腳
1. ↑  鈴木文彥（日语：鈴木文彦）. . 鐵道雜誌（日语：鉄道ジャーナル） (鐵道雜誌社（日语：鉄道ジャーナル社）). 2012-8, 46 (8): 106–111 （日语）.
2. ↑  長崎縣統計年鑑

## 外部連結
- 末橘站時間表 （页面存档备份，存于）（日語） - 松浦鐵道